# Monheim am Rhein
Monheim am Rhein is een stad en gemeente in de Duitse deelstaat Noordrijn-Westfalen, gelegen in de Kreis Mettmann. De gemeente telt 41.279 inwoners (31 december 2020) op een oppervlakte van 23,05 km².
In 1951 werd de gemeente samengevoegd met Baumberg, wat nu een stadsdeel is.

## Partnersteden
- Wiener Neustadt, Oostenrijk, sinds 1971
- Tirat Carmel, Israël, sinds 1989
- Delitzsch, Vrijstaat Saksen, Duitsland, sinds 1990
- Bourg-la-Reine, Frankrijk, sinds 2000
- Malbork, Polen, sinds 2005

## Afbeeldingen

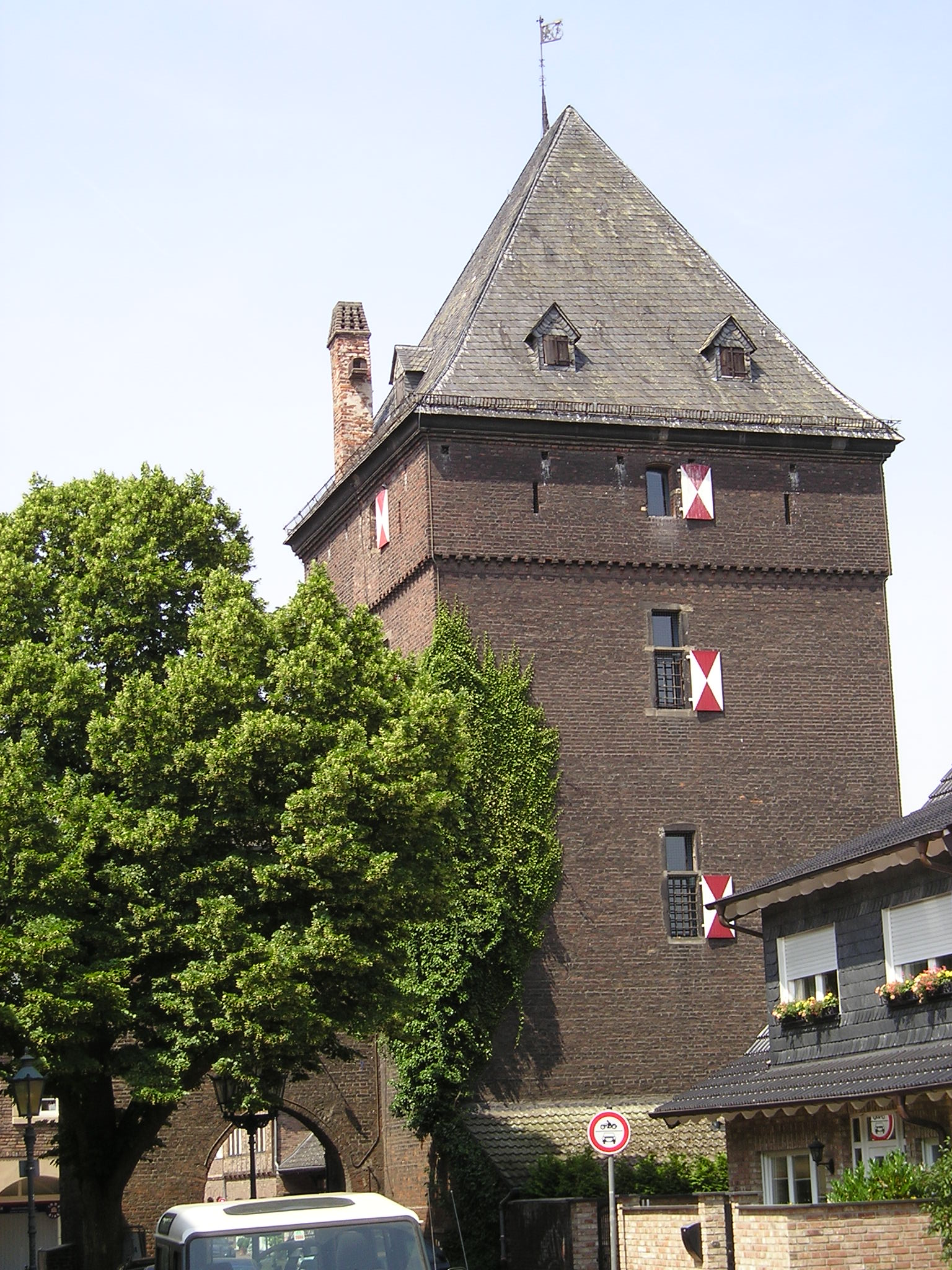
Schelmenturm
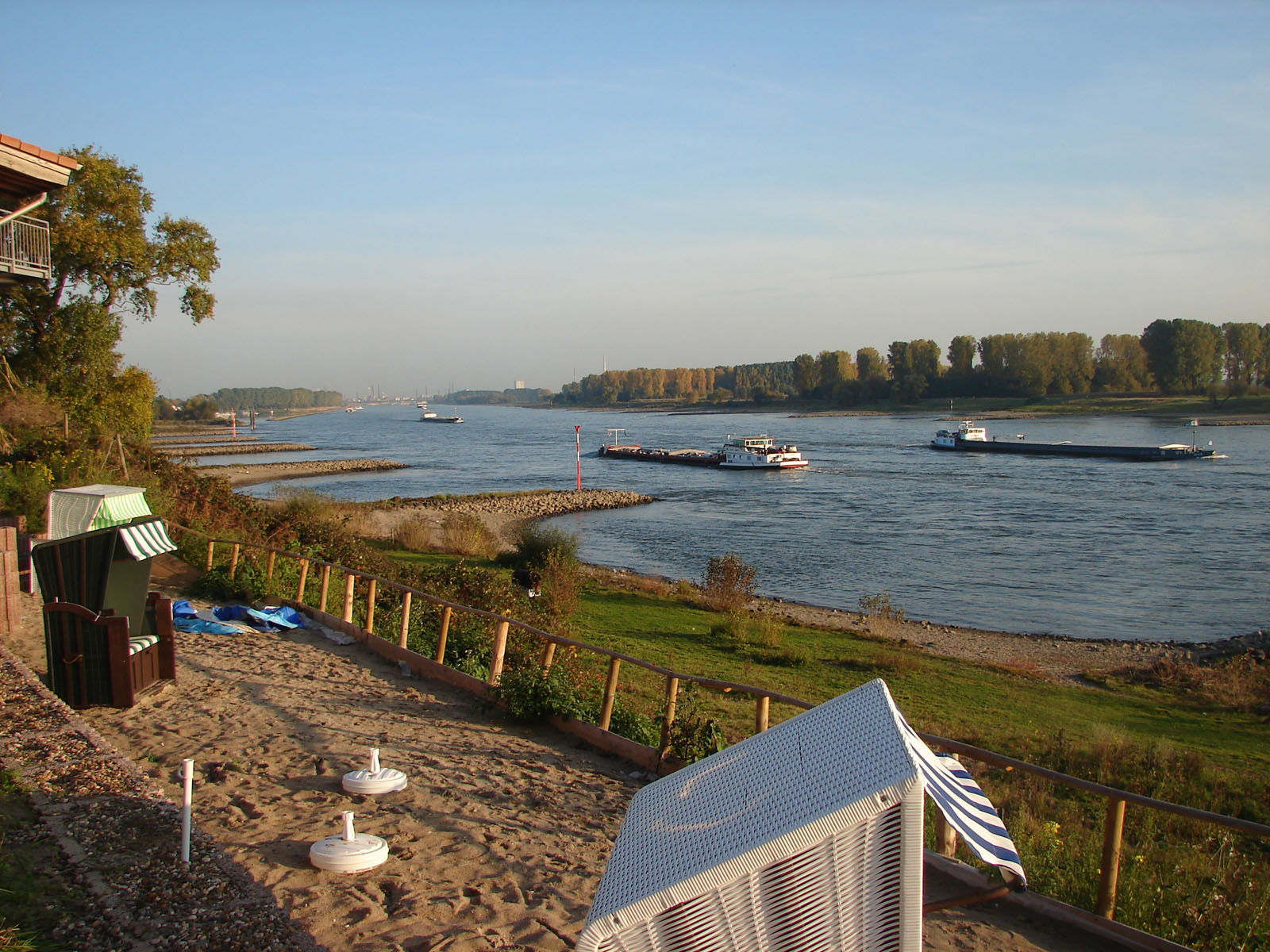
Rijnoever
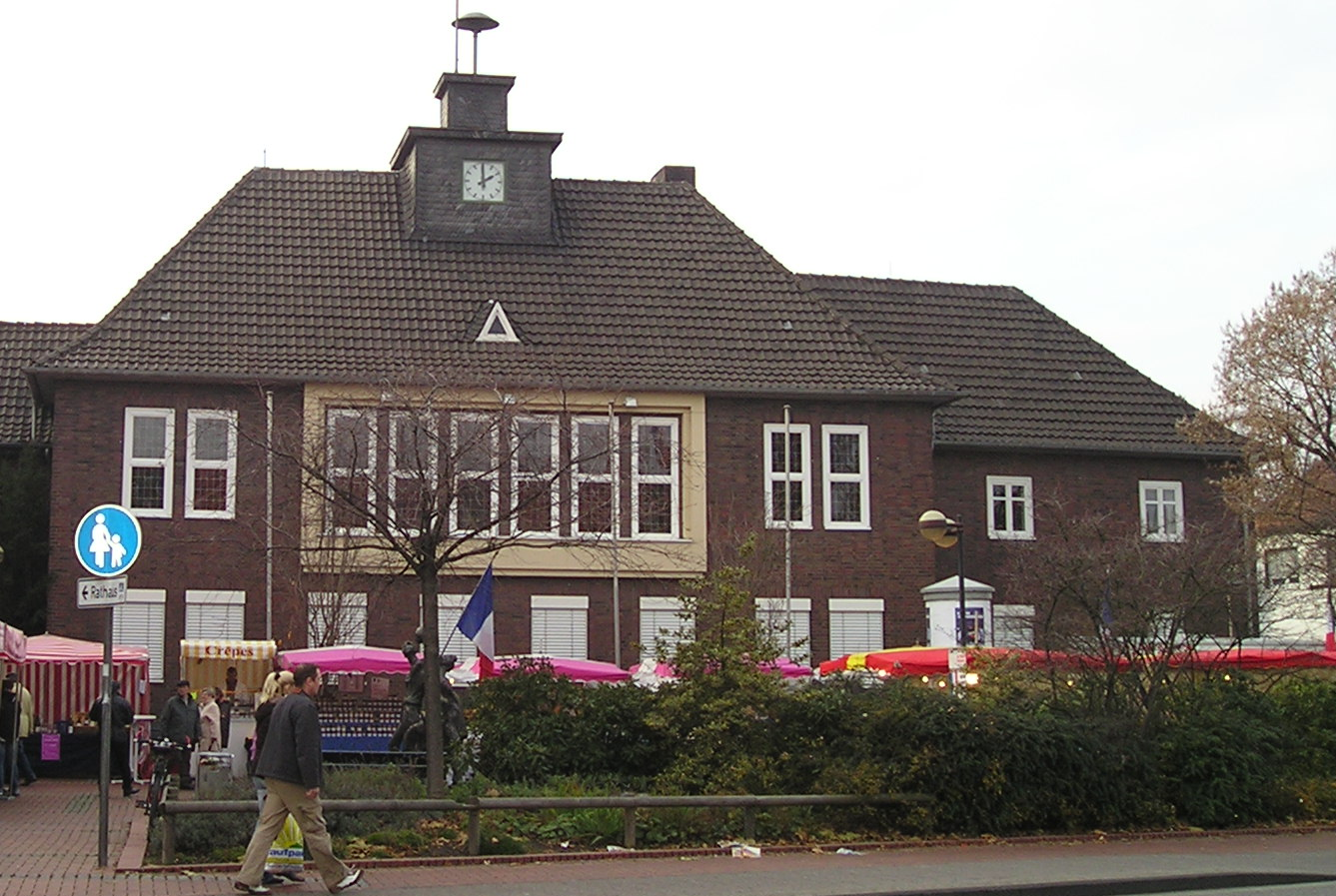
Gemeentehuis
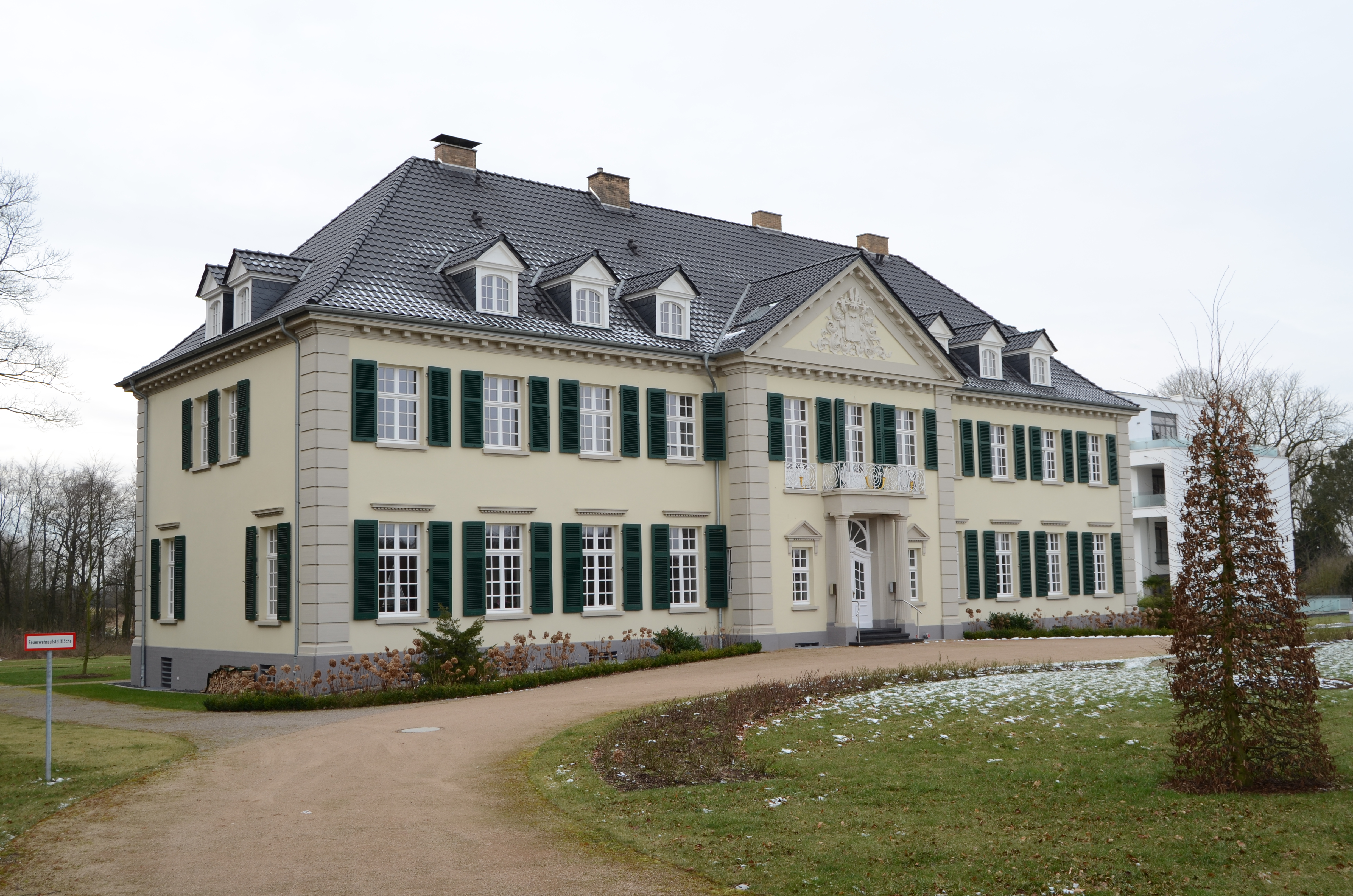
Schloss Laach
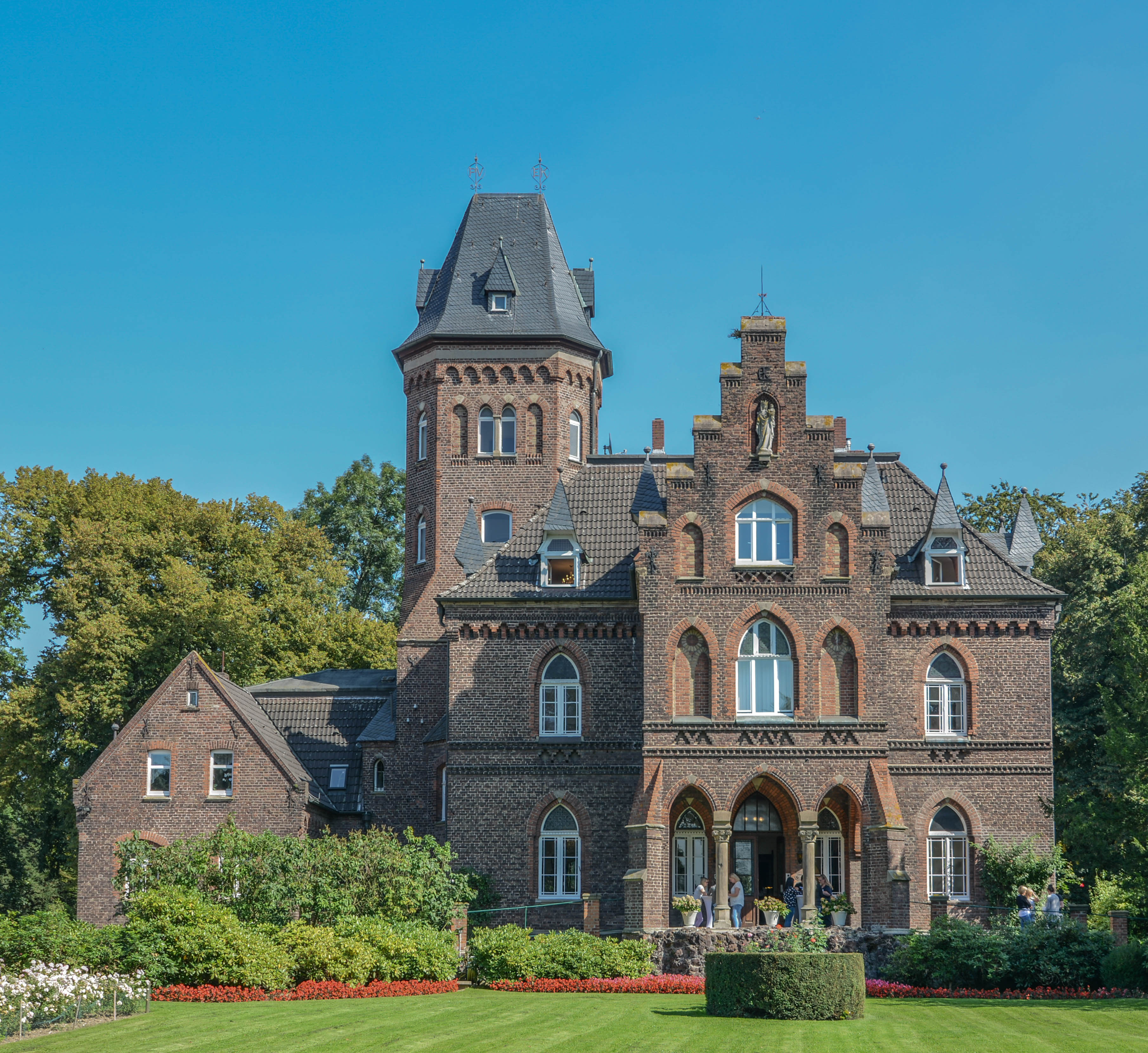
Marienburg

Erkrath · Haan · Heiligenhaus · Hilden · Langenfeld · Mettmann · Monheim am Rhein · Ratingen · Velbert · Wülfrath